# Dicranomyia primaeva
Dicranomyia primaeva är en tvåvingeart som först beskrevs av Alexander 1929.  Dicranomyia primaeva ingår i släktet Dicranomyia och familjen småharkrankar. Inga underarter finns listade i Catalogue of Life.